# György Kolonics

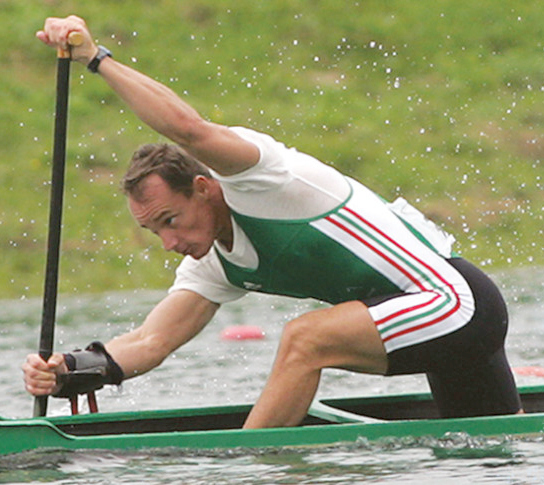
György Kolonics auf einer 2016 ausgegebenen Briefmarke

György Kolonics [ˈɟørɟ ˈkolonitʃ] (* 24. Juni 1972 in Budapest; † 15. Juli 2008 ebenda) war ein ungarischer Kanute. Er war zweimaliger Olympiasieger im Kanurennsport.
Kolonics wurde bei den Olympischen Spielen 1996 in Atlanta mit Csaba Horváth Olympiasieger im Zweier-Canadier über 500 Meter und wiederholte diesen Erfolg vier Jahre später bei den Olympischen Spielen in Sydney im Einer-Canadier. 1996 gewann er außerdem im Zweier-Canadier über 1000 Meter Bronze. 2004 holte er in Athen Bronze im Zweier über 1000 m.
Darüber hinaus erreichte er zwischen 1993 und 2007 insgesamt 15 Weltmeistertitel und zählte damit zu den weltweit erfolgreichsten Sportlern in der Canadier-Disziplin. Seine erfolgreichsten Weltmeisterschaften bestritt er 1995, als er im Zweier- und Vierer-Canadier insgesamt fünf WM-Titel holte. Zuletzt gewann er mit seinem langjährigen Zweier-Partner György Kozmann bei den Kanurennsport-Weltmeisterschaften 2007 in Duisburg die Goldmedaille über 500 m. 
Kolonics hatte sich bereits für die Olympischen Sommerspiele 2008 in Peking qualifiziert, bei denen er mit Kozmann im Zweier zum Favoritenkreis zählte und als Fahnenträger der ungarischen Olympiamannschaft vorgesehen war. 
Er starb während eines Trainings, vermutlich an einem Herzstillstand.
2010 wurde der Asteroid (175281) Kolonics nach ihm benannt.